# Bragasellus pauloae
Bragasellus pauloae är en kräftdjursart som först beskrevs av Pedro Ivo Soares Braga 1958.  Bragasellus pauloae ingår i släktet Bragasellus och familjen sötvattensgråsuggor. Inga underarter finns listade i Catalogue of Life.